# Ischyromene mortenseni
Ischyromene mortenseni là một loài chân đều trong họ Sphaeromatidae. Loài này được Hurley & Jansen) miêu tả khoa học năm 1977.